# Cisalpino

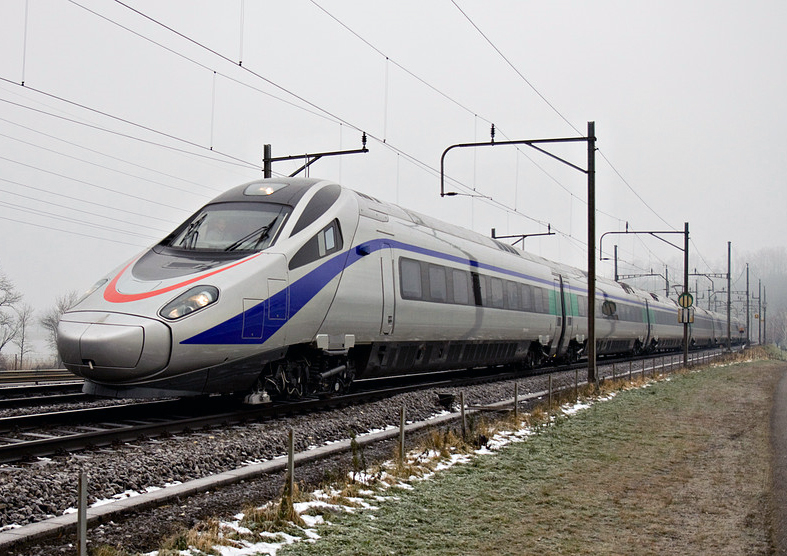
Nuevo ETR 610 de Cisalpino.

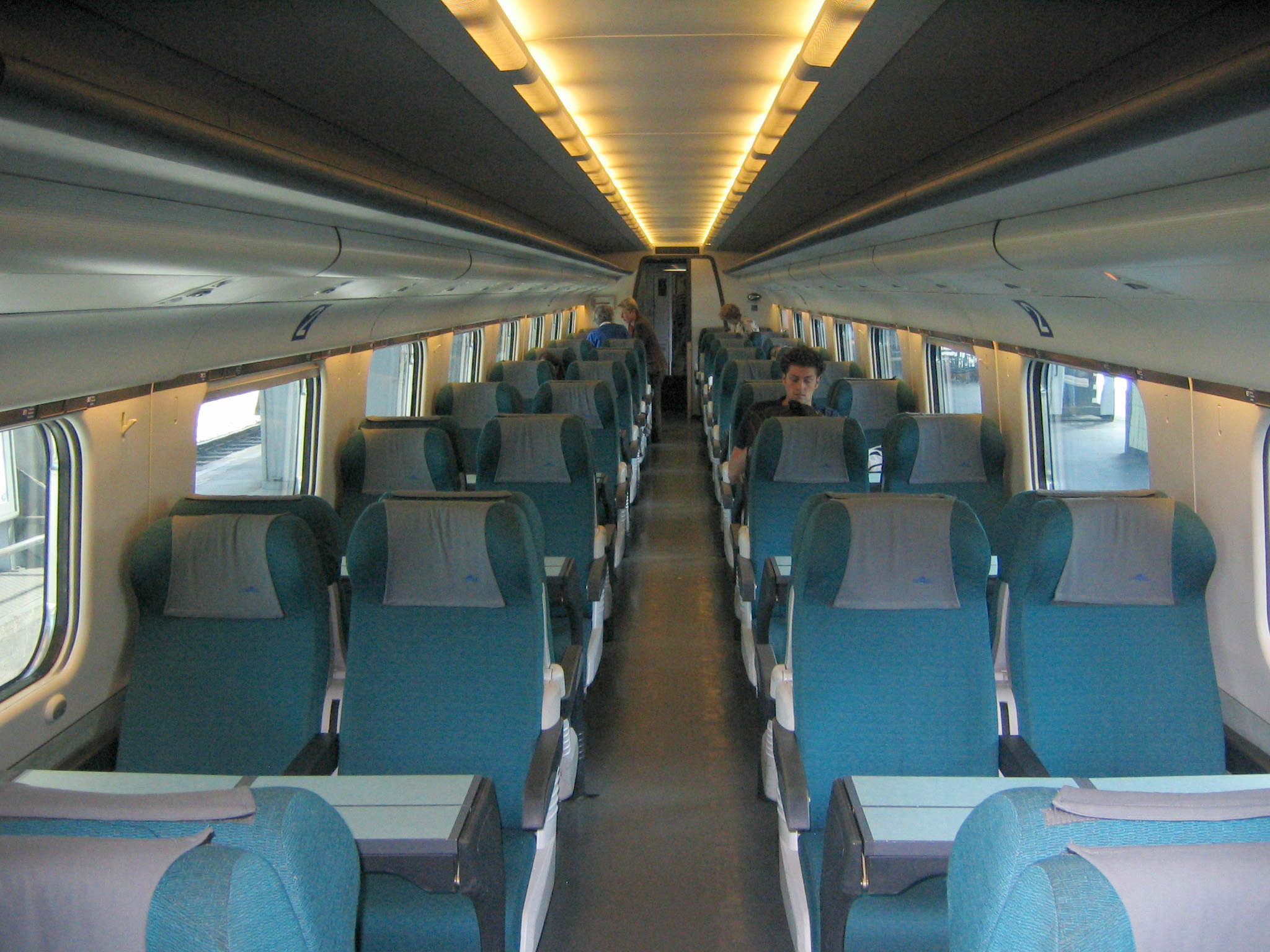
Interior del ETR-470 de Cisalpino.

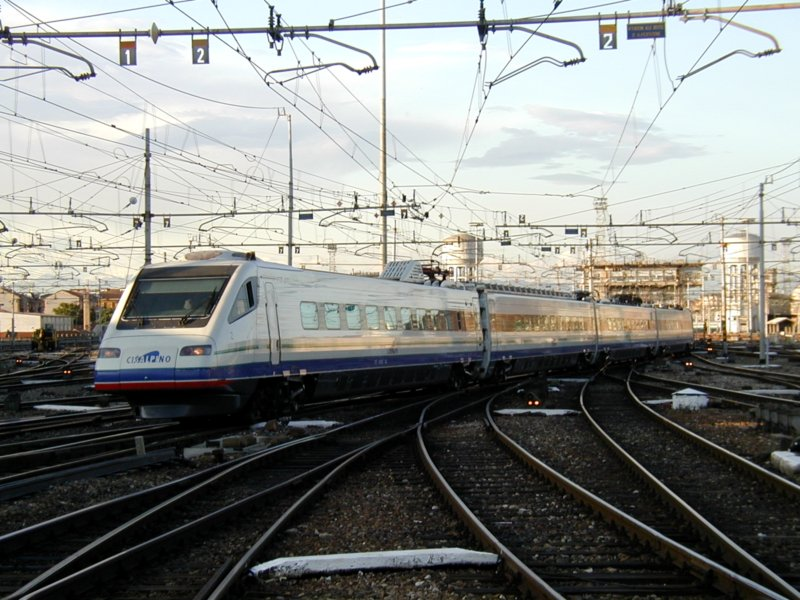
ETR 470-002 de Cisalpino entrando en Milano Centrale procedente de Zürich HB.

Cisalpino AG fue una sociedad integrada por Trenitalia y los SBB-CFF-FFS dedicada al transporte ferroviario de viajeros en alta velocidad entre Suiza e Italia.

## La empresa
La sede legal de la sociedad Cisalpino estuvo en Muri bei Bern, cerca de Berna. Tuvo también sedes en Zúrich, Ginebra y Milán.

## Trayectos
- Inicialmente los servicios de Cisalpino utilizaron trenes ETR 470 de la familia Pendolino (basculantes).

Entre los servicios que fueron o son prestados por estos trenes se pueden mencionar:
- Schaffhausen HB - Zürich HB - Bellinzona - Lugano - Chiasso - Milano Centrale - Brescia - Verona Porta Nuova - Venezia Mestre - Trieste Centrale
- Zürich HB - Arth-Goldau - Bellinzona - Lugano - Chiasso - Milano Centrale - Parma - Bologna Centrale - Firenze Santa Maria Novella

Este Cisalpino tenía la numeración CIS 153 entre Zúrich y Florencia, pero desde la entrada en vigor del horario invernal de 2008 fue cambiado a CIS 13, en sentido inverso era el CIS 150 y 20, respectivamente. Con el cambio de horario de 2008, se suprimieron las paradas de Parma y Modena. Desde la entrada en vigor de la nueva línea de Alta Velocità (2009), se ha dejado de prestar servicio entre Milano Centrale-Parma-Modena-Bologna Centrale y Firenze SMN.
- Genève Cornavin - Lausanne - Montreaux - Brig - Domodossola - Milano Centrale - Brescia - Verona Porta Nuova - Venezia Mestre - Venezia Santa Lucia
- Basilea SBB - Olten - Berna HB - Thun - Spiez - Brig - Domodossola - Milano Centrale

- Existieron asimismo hasta el 13 de diciembre de 2008 otros dos corredores servidos por Cisalpino con composiciones entre 6 y 11 coches de material convencional de alta velocidad UIC-Z de alto confort, pertenecientes a Trenitalia, los SBB-CFF-FFS y Cisalpino-AG, que circulan bajo la denominación Eurocity y cubren las siguientes relaciones:
- EC Cinque Terre Schaffhausen HB - Zürich HB - Arth-Goldau - Bellinzona - Lugano - Chiasso - Como San Giovanni - Monza - Milano Centrale - Pavia - Génova Porto Principe - La Spezia Centrale - Pisa Centrale - Livorno-Centrale
- EC Canaletto Gèneve Cornavin - Lausanne - Montreaux - Brig - Domodossola - Milano Centrale - Brescia - Verona Porta Nuova - Venezia Mestre - Venezia Santa Lucia
- EC Teodolinda / Monte Cenari / Insubria Zürich HB - Arth-Goldau - Bellinzona - Lugano - Chiasso - Milano Centrale
- EC Lario/Brianza Biasca - Bellinzona - Lugano - Mendrisio - Como San Giovanni - Monza - Milano Centrale
- EC Val d'Ossola / Verbano / Borromeo  Basilea SBB - Olten - Berna HB - Thun - Spiez - Brig - Domodossola - Milano Centrale
- EC San Marco Basilea SBB - Olten - Berna HB - Thun - Spiez - Brig - Domodossola - Milano Centrale - Brescia - Verona Porta Nuova - Venezia Mestre - Venezia Santa Lucia
- EC Ticino/Mediolanum/Verdi/Tiziano Basilea SBB - Olten - Luzern HB - Arth-Goldau - Bellinzona - Lugano - Chiasso - Como San Giovanni - Milano Centrale
- EC Lemano/Vallese/Monte Rosa Genève Aèroport - Genève Cornavin - Lausanne - Montreaux - Brig - Domodossola - Milano Centrale

## Cuestiones operativas
El mantenimiento de los trenes ETR 470 es realizado en Milán por Trenitalia. El mantenimiento de los trenes “Canaletto” y “Cinque Terre” se efectúa en Venecia. El personal de tren es de Trenitalia y de los SBB-CFF-FFS. Los restaurantes de los trenes “Cisalpino” son gestionados por Chef Express, sociedad del “Grupo Cremonini”. Las composiciones cortas de seis coches, sin coche restaurante, tienen un servicio de “carritos minibar” gestionado por la sociedad suiza Elvetino.

## Reemplazo del material rodante
A mediados de 2004 Cisalpino encargó 14 nuevas composiciones que estaba previsto entraran en servicio a finales de 2008.
Los nuevos trenes, denominados ETR 610 y que fueron encargados a Alstom (ex Fiat Ferroviaria), son unidades politensión, que pueden circular indistintamente a tensión de 15kV 16 2/3 Hz CA en Suiza y Alemania, a tensión de 3kV CC en Italia y a tensión de 25kV CC en las nuevas líneas de alta velocidad italianas. Dentro de Italia los nuevos trenes pueden circular por las nuevas líneas de alta velocidad de ese país a una velocidad máxima de 250 km/h.
Finalmente los nuevos trenes no pudieron comenzar a prestar servicio comercial a fines de 2008 debido a la demora en la entrega por parte de Alstom (el primer tren completo para pruebas y homologación fue entregado el 20 de octubre de 2008). Esto hizo que Cisalpino postergara la fecha de entrada en servicio comercial. Los trenes ETR 610 empezaron a prestar servicio comercial a partir del 20 de julio de 2009 en la ruta Ginebra-Milán.
Asimismo, y utilizando los trenes ETR 610, Cisalpino tenía previsto ofrecer en el futuro un nuevo servicio entre Zúrich y Roma. Se estimaba que la duración total del viaje sería de cerca de siete horas, el mismo tiempo que hoy emplean los trenes en recorrer el trayecto Zúrich-Florencia (destino más austral a los que llega Cisalpino).

## Fin de la sociedad
Las operadoras ferroviarias italiana (Trenitalia) y suiza (SBB-CFF-FFS) decidieron a fines de septiembre de 2009 suspender la actividad de la empresa Cisalpino a partir del 14 de diciembre de 2009 (fecha de entrada en vigor del horario ferroviario invernal).
Cada operadora ferroviaria gestionará sus propios servicios entre ambos países desde esa fecha. La flota de Cisalpino será repartida entre ambas compañías nacionales.